# Harnoncourt
Harnoncourt är en ort i Belgien.   Den ligger i provinsen Luxemburg och regionen Vallonien, i den sydöstra delen av landet, 170 km sydost om huvudstaden Bryssel. Harnoncourt ligger 193 meter över havet och antalet invånare är 280.
Terrängen runt Harnoncourt är huvudsakligen platt, men österut är den kuperad. Harnoncourt ligger nere i en dal. Närmaste större samhälle är Virton, 4,3 km nordost om Harnoncourt. 
Omgivningarna runt Harnoncourt är en mosaik av jordbruksmark och naturlig växtlighet. Runt Harnoncourt är det ganska tätbefolkat, med 90 invånare per kvadratkilometer.